# Gotelind Müller-Saini
Gotelind Müller-Saini (* 1963 in Neustadt/Weinstr.) ist eine deutsche Sinologin.

## Leben
Sie studierte Sinologie, Japanologie und Ethnologie an der Albert-Ludwigs-Universität Freiburg (1982–1984), chinesische Sprache (modern und klassisch) an der Fu-Jen-Universität (1984–1985), Sinologie, Japanologie und Ethnologie an der LMU München (1985–1988). Zusatzstudien des klassischen Tibetisch und des Sanskrit absolvierte sie an der Universität Bonn. Nach der Promotion 1992 (Dr. phil.) war sie von 1996 bis 1999 Dozentin am Institut für Internationale Betriebswirtschaftslehre der Hochschule Furtwangen, Spezialisierung auf Ostasien. Nach der Habilitation 2002 in Sinologie in Freiburg im Breisgau und Ernennung zum Privatdozent ist sie seit 2004 Professorin für Sinologie an der Universität Heidelberg.
Ihre Hauptforschungsbereiche sind moderne chinesische Geschichte und Ideengeschichte und chinesisch-japanisch-westlicher Kulturaustausch sowie Geschichtserziehung und Geschichtsbilder in Chinas Medien.

## Schriften (Auswahl)
- Buddhismus und Moderne. Ouyang Jingwu, Taixu und das Ringen um ein zeitgemäßes Selbstverständnis im chinesischen Buddhismus des frühen 20. Jahrhunderts. Stuttgart 1993, ISBN 3-515-06258-0.
- China, Kropotkin und der Anarchismus. Eine Kulturbewegung im China des frühen 20. Jahrhunderts unter dem Einfluß des Westens und japanischer Vorbilder. Wiesbaden 2001, ISBN 3-447-04508-6.
- Representing history in Chinese media. The TV drama Zou xiang gonghe (Towards the republic). Berlin 2007, ISBN 978-3-8258-0787-0.
- Hasegawa Teru ali-nome Verda Majo (1912–1947). Japana esperantistino en la ĉina kontraŭjapana rezisto. Bad Bellingen 2010, ISBN 978-3-932807-85-5.
- Vorbild Rußland? China und die Oktoberrevolution. In: Jörg Ganzenmüller (HG.): Verheißung und Bedrohung. Die Oktoberrevolution als globales Ereignis. Köln 2019, S. 233 ff.